# Фостер, Джон (актёр)
Джон Фостер (англ. Jon Foster) — американский актёр.

## Биографические данные
Джон Фостер родился 3 августа 1984 года в Бостоне (штат Массачусетс), рос в Айове. Брат Джона, Бен Фостер, также является актёром.
Джон Фостер начал актёрскую карьеру в 1999 году с роли в пилотном эпизоде американского телесериала «Будь собой». Большим успехом для начинающего актёра стало участие в таких фильмах, как «Убийство в Гринвиче» (2002 год) и «Дверь в полу» (2004 год). В первом он исполнил роль Майкла Скейкеля, дальнего родственника Роберта Кеннеди, во втором — подростка Эдди, соблазнённого взрослой женщиной Мэрион (Ким Бейсингер).
В 2009 году на экраны вышли сразу четыре фильма с участием Джона Фостера: «Информаторы», «Пандорум», «Панихида по Рэнсому Прайду» и «Нежность».

## Фильмография
| Год       |    | Русское название                    | Оригинальное название              | Роль                     |
| --------- | -- | ----------------------------------- | ---------------------------------- | ------------------------ |
| 1999      | с  | Будь собой                          | Get Real                           | Уилл                     |
| 2000      | с  | Справедливая Эми                    | Judging Amy                        | Грегори Докс             |
| 2000      | ф  | Тринадцать дней                     | Thirteen Days                      | Кенни О’Доннелл-младший  |
| 2001      | ф  | Жизнь как дом                       | Life as a House                    | Кори                     |
| 2001      | с  | —                                   | Danny                              | Генри                    |
| 2002      | тф | Убийство в Гринвиче                 | Murder in Greenwich                | Майкл Скейкель           |
| 2003      | ф  | Терминатор 3: Восстание машин       | Terminator 3: Rise of the Machines | кассир на АЗС            |
| 2004      | ф  | Дверь в полу                        | The Door in the Floor              | Эдди О’Хэр               |
| 2004—2005 | с  | Переходный возраст                  | Life as We Know It                 | Бен Коннор               |
| 2005      | с  | Закон и порядок: Специальный корпус | Law & Order: Special Victims Unit  | Джастин Шарп             |
| 2006      | ф  | Остаться в живых                    | Stay Alive                         | Хатч                     |
| 2006      | с  | Внезапная удача                     | Windfall                           | Дэмиан Катлер            |
| 2008      | ф  | Тайны Питтсбурга                    | The Mysteries of Pittsburgh        | Арт Бечстайн             |
| 2008      | ф  | Информаторы                         | The Informers                      | Грэм Слоан               |
| 2009      | ф  | Нежность                            | Tenderness                         | Эрик Пул                 |
| 2009      | ф  | Пандорум                            | Pandorum                           | большой русский пассажир |
| 2009—2010 | с  | Преднамеренная случайность          | Accidentally on Purpose            | Зак                      |
| 2010      | ф  | Братство                            | Brotherhood                        | Фрэнк                    |
| 2010      | ф  | Панихида по Рэнсому Прайду          | The Last Rites of Ransom Pride     | Чемп Прайд               |
| 2011      | ф  | Бастион                             | Rampart                            | Майкл Уиттакер           |
| 2012      | с  | Бен и Кейт                          | Ben and Kate                       | Джордж                   |
| 2013      | с  | Форс-мажоры                         | Suits                              | Трент Девон              |
| 2013      | ф  | Мистер Джонс                        | Mr. Jones                          | Скотт                    |
| 2016      | ф  | Бедный мальчик                      | Poor Boy                           | Роско Джо                |
| 2018      | ф  | Как отец                            | Like Father                        | Оуэн                     |